# Powiat suraski (gubernia czernihowska)
Powiat lub ujezd suraski dawny powiat guberni czernihowskiej, z siedzibą w Surażu. Odpowiada zgrubsza dzisiejszemu rejonowi suraskiemu w Rosji.

## Wzmianka z r. 1890
Suraski powiat leży w płn.-zachod. części gubernii i zajmuje (podług Strjelbickiego) 75'2 mil al. 3638'3 w. kw. Powierzchnia w ogóle równa, pochylająca się nieco od płn,-wsch. ku płn.-zach. Najwynioślejsze miejscowości, nieprzewyższające 800 stóp n.p.m., znajdują się na dziale wodnym pomiędzy Sożą i Ipucią. Gleba przeważnie gliniasta lub piaszczysta, najbardziej urodzajna pomiędzy rz. Ipucią a Biesiedzią. Z ciał kopalnych znajduje się w powiecie jedynie glina garncarska i wapień, w dość lichym zresztą gatunku. Cała powierzchnia powiatu leży 
w dorzeczu Soży, przepływającej poza granicami powiatu, z dopływów której ważniejsze: Biesiedź w części zachod. i Ipuć w pozostałych. Do Biesiedzi uchodzą: Olesznia, Pałuż, Dorohowsza, Hormynka, Dubieniec, Aleksowka, Opołonka, Kaszkowka i Zasławka, do Ipuci zaś: Irżacz, Bielica, Wietka, Pokonka, 
Rjeczyca, Wicholka, Uniecza, Turosna i in. 
Z jezior ważniejsze: Kożanowskie.Trubanowskie (długie do 4, szer. do 2 w.), Drahotimel 
(dl. 1 w., szer. 300 saż) i Jałowka. (dl. 600, 
szer. 350 saż.). Największe błoto jest Kożanowskie, z którego wypływa rzka Wichołka, 
do 35 w. długie a od 1-5 w. szer. Pod lasasami znajduje się 30% ogólnej przestrzeni. 
W 1867 r. było w powiecie (bez mta) 105,040 
mk. (141 kat., 146 prot., 887 jedynow., 8681 
rozkoln., 2010 żydów), zamieszkałych w 281 
miejscowościach (3 osady, 1 mko, 2 słobody, 
4 kolonie, 34 siół, 140 wsi i 97 drobniejszych 
osad). Pod względem etnograficznym masę 
ludności stanowią: Białorusini (66'1%), dalej 
Małorusini (19'3%), Wielkorusini (11'4%),
Żydzi (2'9%). Główne zajęcie mieszkańców 
stanowi rolnictwo, w wyjątkowe tylko lata 
zaspakajające miejscowe potrzeby, dalej uprawa i przeróbka konopi, przemysł leśny, wypalanie smoły i dziegciu oraz zajęcia w miejscowych fabrykach. Przemysł fabryczny dosyć rozwinięty, reprezentowany był w 1870 r. przez 88 zakładów, zatrudniających 10,154 
robotników i produkujących za. 2,416,051 rs.; 
w tej liczhie 14 fahl'yk sukna, z produkcyą 
na 2,112,226 rB. Opis powiatu wydał Esymontowskij (Petersburg, 1846). J. Krz.